# Girl in Red
Марі Ульвен Рінгхайм (норв. Marie Ulven Ringheim, нар. 16 лютого 1999, Гортен, Норвегія), відома як Girl in Red (часто стилізується як girl in red) — норвезька інді-поп співачка. Її сингл «I Wanna Be Your Girlfriend» отримав понад 50 мільйонів стримів на Spotify та посів 9 місце в списку «The 68 Best Songs of 2018». Починаючи з 2018 року, Марі Рінгхайм випустила два мініальбоми «Chapter 1» (2018) та «Chapter 2» (2019) і зібрала понад 7 мільйонів щомісячних стримів на Spotify. 2021 року випустила свій дебютний альбом «If I Could Make It Go Quiet» через лейбл AWAL. Альбом отримав загалом схвальні відгуки від критиків, комерційний успіх, а також дві премії «Скрипаль», включаючи нагороду в категорії «Альбом року» й «Текстяр року».

## Біографія
Марі народилася в місті Гортен, Норвегія 16 лютого 1999 року. Вона виросла зі своїми сестрами й батьками, які були в розлученні. В інтерв'ю з Triple J у жовтні 2019 Марі описала свої ранні роки як «тихі та досить нудні». Її батько був поліцейським, а мати працювала із технікою. Її дідусь вмів грати на гітарі та фортепіано, але сама Марі зростала без музичних інструментів у будинку. Вона отримала свою першу гітару у 2012 як різдвяний подарунок від дідуся — за словами Марі, саме він пробудив в ній інтерес до музики — але не починала грати до 2013. До того, як дівчина почала грати на гітарі й писати пісні, вона хотіла стати вчителькою. Ульвен завзято вчилася грі на гітарі, фортепіано і виробництву музики, не виходячи зі своєї спальні. Перша її пісня — «Storm», була опублікована в 2014 році на платформі Soundcloud. Популярність до неї почала приходити з виходом пісень «I wanna be your girlfriend» та «Summer depression».

## Особисте життя
Ульвен зараз мешкає в Осло. Вона лесбійка.

## Дискографія

### Студійні альбоми
- If I Could Make It Go Quiet (2021)

### Мініальбоми
- Chapter 1 (2018)
- Chapter 2 (2019)

### Компіляційні альбоми
- Beginnings (2019)[6]